# Nike Air Tailwind
Nike Air Tailwind — лінійка бігових кросівок, вироблена компанією Nike, Inc.. Це взуття відоме тим, що це перше взуття, у підошві якого реалізована повітряна технологія Nike. Ця технологія згодом стане ключовою частиною ідентичності компанії не лише в якості її взуття, але й у дизайні та стилі її продукції.

## Передумови
М. Френк Руді, аеронавігаційний інженер, вперше запропонував ідею підошви з повітряною подушкою в Nike у 1977 році. Френк Руді відвідав ще 23 взуттєві компанії, перш ніж звернутися до Nike з ідеєю. Багато хто вважав впровадження повітряних подушок у взуття трюком, зокрема Філа Найта і Білла Бауермана. Лише коли Філ Найт випробував один із прототипів Френка Руді, він переконався в цій технології та вирішив її використовувати.
Після року проб і помилок компанія Nike представила Nike Tailwind на марафоні в Гонолулу в обмеженому випуску. Він побачив світ лише наступного 1979. Взуття було перейменовано на Nike Air Tailwind після перевипуску. У 1979 Френк Руді запатентував конструкцію з використанням поліуретанових мішків, наповнених інертним газом під тиском, які компанія Nike пізніше використовувала в різних моделях у наступні роки.